# Penisbreuk

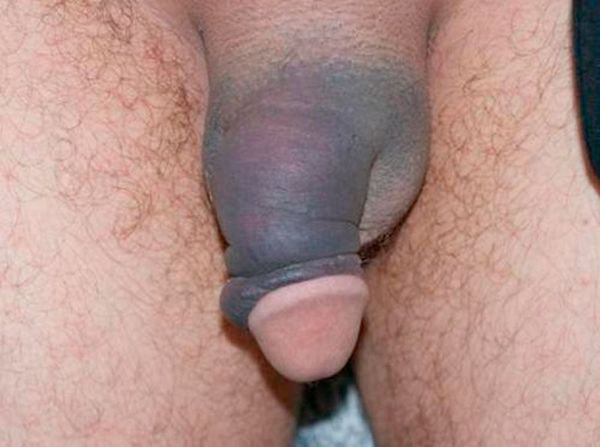
Penisbreuk

Een penisbreuk is een scheur in de wand van een van de drie zwellichamen, de tunica albuginea, in de penis. Dit resulteert in een krakend geluid, een blauw-paarse zwelling, het verdwijnen van de erectie en een kromme penis. De oorzaken zijn vaak seks of masturbatie waarbij zware (zijwaartse) druk op de penis wordt uitgeoefend.
Risicofactoren zijn vormen van seks waarbij de zware druk op de penis wordt uitgeoefend en waarbij de penetrerende partner geen controle heeft. De missionarishouding heeft derhalve het laagste risico op penisbreuk omdat er weinig druk op de penis wordt uitgeoefend en de man onmiddellijk kan stoppen bij pijn. De amazonehouding is derhalve het riskantst: de vrouw beheerst de bewegingen en haar gehele lichaamsgewicht drukt op de penis. De seksuele handeling taqaandan (ook: taghaandan; van het Koerdische woord voor 'klikken') behelst een groot risico op penisbreuk; hierbij wordt de schacht van de penis op zijn plaats gehouden en de top met de eikel omgebogen, tot men een 'klik' hoort en voelt. 
Een penisbreuk is een medisch noodgeval. Degene die dit overkomt dient met spoed naar een uroloog, de huisarts of eerste hulp te gaan, omdat het in een later stadium niet altijd meer te herstellen is. Er moet worden onderzocht of de urinebuis niet is beschadigd.Ook is het raadzaam om de bloeding tegen te gaan door plaatselijk te koelen met ijs.
Blijvende gevolgen en complicaties kunnen bestaan uit pijn bij het plassen of bij geslachtsgemeenschap, erectiestoornissen, een permanent kromme penis, en beschadiging van de bloedvaten, urinebuis en zenuwen.